# サムライエッジ
サムライエッジは、カプコンのゲーム『バイオハザードシリーズ』およびそれを原作とするメディアミックスに登場する架空の拳銃。

## 基本設定

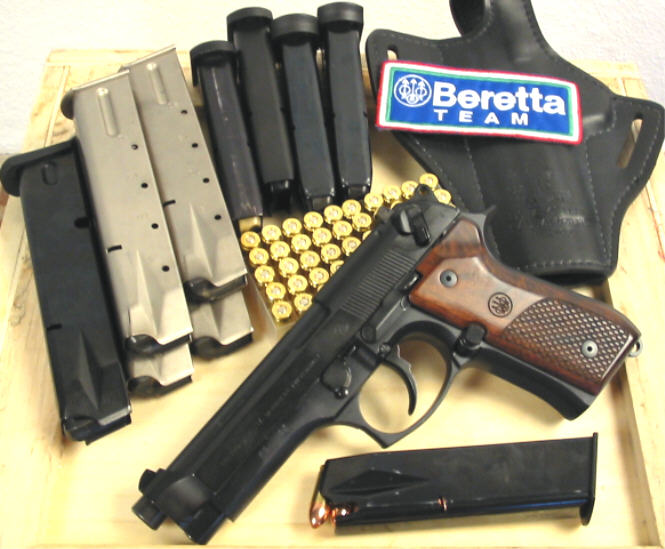
ベースとなったベレッタ92FS

ラクーンシティ警察署（R.P.D.）特殊部隊「S.T.A.R.S.」隊員に支給されているカスタムアップされた拳銃。ベースモデルはベレッタ 92FS。
製作はサンフランシスコ郊外でカスタムガンショップ「KENDO」を営んでいるジョウ・ケンドが手がけている。長期間にわたる厳しいトライアルテストをクリアし、S.T.A.R.S.での制式採用にいたった。
S.T.A.R.S.が壊滅し、さらに、ラクーンシティの消滅で「KENDO」も無くなったが、性能の高さは後年も注目され、対バイオテロ部隊として発足したBSAAにて後継銃が制作される。

## 性能
使用する弾薬から各パーツにいたるまで、R.P.D.が提示したさまざまな性能の要求をクリアするために1丁ずつ吟味されたパーツを使用して製作されている。サムライエッジの由来は、日本刀の刃を連想させるステンレス製のシルバーカラーバレル、鋭角的な形状のブリガディアスライドを備え、製作者のジョウ・ケンドが日系人であることから。グリップ中央には「S.T.A.R.S.ゴールドメダリオン」が入っている。

## カスタムモデル
サムライエッジのテスト運用を行ったクリス・レッドフィールド、ジル・バレンタイン、バリー・バートン、アルバート・ウェスカーの4名の隊員は制式採用後にさらなるカスタムを加えたオリジナルモデルを使用している。この4つのカスタムモデルのスライドには、特別に「Kendo」の刻印がされている。
ジル・バレンタインモデル
爆発物処理などの任務の特性上、腰背部のホルスターに入れることの多いジルのために銃の取り回しを重視し、衣服に引っかからないよう、スライドストップの小型化などの改良が成されている。メダリオンはジルのパーソナルカラーであるライトブルー。事実上初登場したサムライエッジであり、初登場の『3』ではジルの初期装備だった。『RE:2』でもDLCで登場している。また、『3』のリメイク作品『RE:3』ではジルが自室に置いているが、ゲーム開始直後に追跡者による襲撃の影響で紛失するため、クリア後のポイントショップにて購入する形となる。使用できるのは2周目以後だが、追跡者からの逃走中に警官の死体から入手して実質的に初期装備となるG19よりも威力・命中精度が高い設定となっている。
ジル・バレンタインモデル A1
後にBSAAの隊員となったジルのため、その欧州本部に所属するエンジニアであるクエント・ケッチャムによって制作された後継銃。『RV UE』のDLCとして登場する。M9A1をベースとしているため、アンダーマウントレールが追加されており、フラッシュライトなどの装着も可能となっている。
クリス・レッドフィールドモデル
絶妙なフィーリングを有するシルバーメッキ仕上げのトリガーや、防塵性を高め外光の反射を抑えるマットブルーフィニッシュが施された精度の高い硬質スチール製のスライドなど、S.T.A.R.S.メンバーの中でも屈指の射撃技術を持つクリス用に射撃における性能を重視した改良が行われている。メダリオンはクリスのパーソナルカラーであるブルー。
『1』ではゲーム開始直前に紛失してジルのものを使用しているほか、『5』では登場も使用もしていない代わりに「S.T.A.R.S.のコスチューム」が存在する。そのため、ゲームでの初登場は『RE:2』となっている。
バリー・バートンモデル
より強力な.40S&W弾を使用するベレッタ 96Fがベースになっているほか、反動を軽減する大型の4ポーテッド・コンペイセイターとピカティニーレール付きのスタビライザー、装弾数の減少を防ぐロングマガジンや質感の異なる素材を組み合わせた黒一色のラバーグリップなどを採用するなど、SWAT時代の経験から大口径で高威力を好むバリーに合わせた改造が施されている。メダリオンはバリーのパーソナルカラーのレッド。
『1』では、ノーマル以上の難易度で5時間以内にクリアすると入手できる。弾数は無制限。また、『5』のミニゲーム「THE MERCENARIES REUNION」でバリーが使用している。威力に優れ、装弾数が多いのが特徴。
バリー・バートンモデル version II
BSAAのアドバイザーとなったバリーが、前述の旧バリーモデルが破損したため、クエントにジルを介して依頼して制作された後継銃。
依頼を受けたクエントは、まず旧モデルと同様に.40S&W弾を使用するモデルを開発してバリーに送ったが、納得の行かなかった彼に一喝され、その依頼がただ単に新しい物を作ってくれという意味ではなく、今の自分に合った物を作ってくれという意味であったことを悟り、もう一度開発に挑戦することを決心する。その後、若手隊員の指導という名目で欧州本部に招かれたバリーは、クエントの研究室にて各種身体測定を受けて彼と激論と試作、試射を重ね、ついに完成することとなる。
本銃は、今も交友があるジョウから誕生日プレゼントとして贈られたM9（ベレッタ 92FSのアメリカ軍制式仕様）をベースとしている。バリー自身が老境に入ったことなどで銃の制御の厳しさがあることから、旧バリーモデルと異なり、威力よりも制御性を重視しており、使用弾薬を9x19mmパラベラム弾に変更し、威力低下をロングマガジンによる20発もの装弾数増加で補っている。また、対腐食電解コーティングが施され、左右非対称のコンバットサイトやハイブリッド・カスタムグリップを備え、スタビライザーは軽量化を図って溝が掘られており、グリップはフィンガーチャンネルの入ったワンピースタイプに、コンペイセイターも左右に2つポートが開いたサイドフォータイプとなっている。
バリーが試射した結果、「これが、俺の求めていたサムライエッジだ」と絶賛したほどの逸品として『RV2』での愛銃となる。
アルバート・ウェスカーモデル
隠密作戦を得意とするアルバートの要望により、レーザーサイトやサプレッサーなどの拡張パーツの装着に重点を置いた改造がなされている。フレームはジュラルミンの削り出しで、アンダーレールを備える。メダリオンはアルバートのパーソナルカラーであるブラック。同じくジョウにカスタムを依頼した他のメンバーと違い、アルバート自らが作成・提出した設計図面から、ジョウによって製作された。これは、S.T.A.R.S.隊長という立場から他のメンバーの能力やカスタム内容を知っていたアルバートが、彼らと敵対した場合を想定したうえでの仕様とされる。アルバート自身のコンセプトに基づいたサムライエッジは、後に新生アンブレラ社によって「アルバート.W.モデル01」として日の目を見ることとなる。S.T.A.R.S.壊滅後にH.C.F.、さらにはトライセルへ移籍してからも所持し続けており、『5』ではクリスたちとの最終決戦と「THE MERCENARIES（S.T.A.R.S.コスチューム）」にて再び手に取っている。
また、強装弾（+P弾あるいは+P+弾）を採用しているため、初期バリーモデルを超える威力があり、装弾数が少ない代わりに処刑マジニを1発だけで一時的に足止めができるほど威力に優れた仕様になっている。 
アルバート. W. モデル 01、アルバート.W.モデル 01Performance
民間軍事会社として再建された新生アンブレラ社が、アルバートが残していた対B.O.W.の研究成果を元に開発し、『7』でクリスが使用するほか、同社の特殊事案処理チームの制式装備として採用されている。また、『ヴィレッジ』ではDLC「トラウマパック」を購入することで使用できる。ベースとなるサムライエッジ本体のデザインは上記のアルバートモデルと同一だが、拡張装備は一新されている。他の拡張装備の土台となるレイルスタビライザー、フラッシュライト、レーザーポインターが一体となったL.A.M（ライト・アダプター・モジュール）、本モデルの特徴とも言えるオクタゴン・サイレンサーが組み合わせられており、旧モデルに比べて若干細身な外観となっている。劇中ではクリスが終盤に主人公イーサン・ウィンターズへ支援のために提供している。また、特定の条件を満たすとレプリカモデル「アルバート-01R」がゲーム本編で解禁される。前述のアルバートモデルと同様、威力に優れているが、装弾数が3発と極端に少ない。また、前述の特殊事案処理チームの制式仕様「01Performance」はデザインこそアルバートモデルと同じだが、耐環境塗装仕上げという設定のもと、スライドとフレームはブラック一色となっている。

## 登場作品
- バイオハザード
- バイオハザード3 LAST ESCAPE
- バイオハザード0
- バイオハザード アンブレラ・クロニクルズ
- バイオハザード5
- MARVEL VS. CAPCOM 3 Fate of Two Worlds
- バイオハザード オペレーション･ラクーンシティ
- バイオハザード ザ・マーセナリーズ 3D
- バイオハザード リベレーションズ アンベールド エディション
- バイオハザード リベレーションズ2
- バイオハザード アンブレラコア
- バイオハザード7 レジデント イービル
- バイオハザード RE:2
- バイオハザード RE:3
- バイオハザード ヴィレッジ
- 映画『バイオハザード: ザ・ファイナル』
- 角川ホラー文庫『バイオハザード: ザ・ファイナル』
- サドンアタック(期間限定コラボイベント)[8]

## 販売
エアガンメーカーの東京マルイからスタンダードモデル（『バイオハザード0』でレベッカが使用）が18歳以上向けガスブローバックモデルとして通常販売されているほか、ジル・クリス・バリー・アルバート仕様のカスタムモデルもガスブローバックモデルとして限定発売されている。また、2017年2月24日よりアルバートモデルの01Performanceも通常販売されている。